# I sovversivi
I sovversivi è un film del 1967, scritto e diretto da Paolo e Vittorio Taviani. Si tratta del primo film diretto unicamente dai fratelli Taviani, il terzo dopo i primi due girati con Valentino Orsini.
Il film è stato presentato in concorso alla 32ª Mostra del cinema di Venezia.

## Trama
Nell'agosto del 1964, alcuni militanti del partito comunista raggiungono Roma per assistere ai funerali dell'amato segretario Palmiro Togliatti. La sincera partecipazione al dolore collettivo si mescola con le loro diverse crisi individuali.
Sebastiano, funzionario di partito, giunge nella capitale con l'insofferente moglie Giulia, e mentre è occupato con gli inevitabili impegni politici la affida alla propria amica Paola. La compagnia di quella donna affascinante e disponibile permette a Giulia di svelare il motivo del suo profondo malessere e di esprimere per la prima volta la propria omosessualità. Quando la mattina trova le due donne a letto insieme, Sebastiano cerca di razionalizzare l'accaduto, capisce quale sia la realtà del suo matrimonio e tenta inutilmente di recuperare il rapporto con la moglie, ma lei non ha intenzione di tornare sui propri passi.
Ermanno, neo-laureato in filosofia, "ventitreenne che dimostra quarant'anni", accompagna a Roma il fotografo e amico fraterno Muzio per aiutarlo nella realizzazione di un reportage fotografico sui funerali. Muzio ha un atteggiamento serio e rispettoso per l'importante incarico, Ermanno è invece animato da uno spirito irrequieto, anticonformista, contraddittorio che l'ha già portato a contrarre un matrimonio con una donna molto più grande, osteggiato dai suoi genitori, e a rinunciare ad una carriera accademica. Alla fine, Ermanno rinuncia alla fotografia e rischia di scatenare una rissa durante il corteo funebre, subito sedata per non rovinare l'atmosfera dell'evento.
Il profugo politico venezuelano Ettore, prima di dover abbandonare il comodo esilio e tornare in patria per partecipare direttamente alla lotta rivoluzionaria contro il regime, trascorre un'ultima giornata con Giovanna, l'amante italiana minorenne, e con i compatrioti giunti a prenderlo, e assiste commosso al corteo dei funerali, auspicando di poter vedere un giorno nel suo paese tanti compagni mobilitati per la rivoluzione.
Il regista Ludovico, malgrado i gravi problemi di salute che potrebbero portarlo presto alla morte, si impegna nel portare a termine le riprese di un film su un Leonardo da Vinci anziano e ribelle.

Muzio (Pier Paolo Capponi) ed Ermanno (Lucio Dalla)
Giulia (Marija Tocinowsky) e Paola (Lidija Jurakic)
Giovanna (Fabienne Fabre) ed Ettore (Giulio Brogi)
Il regista Ludovico (Ferruccio De Ceresa)
Muzio (Pier Paolo Capponi)
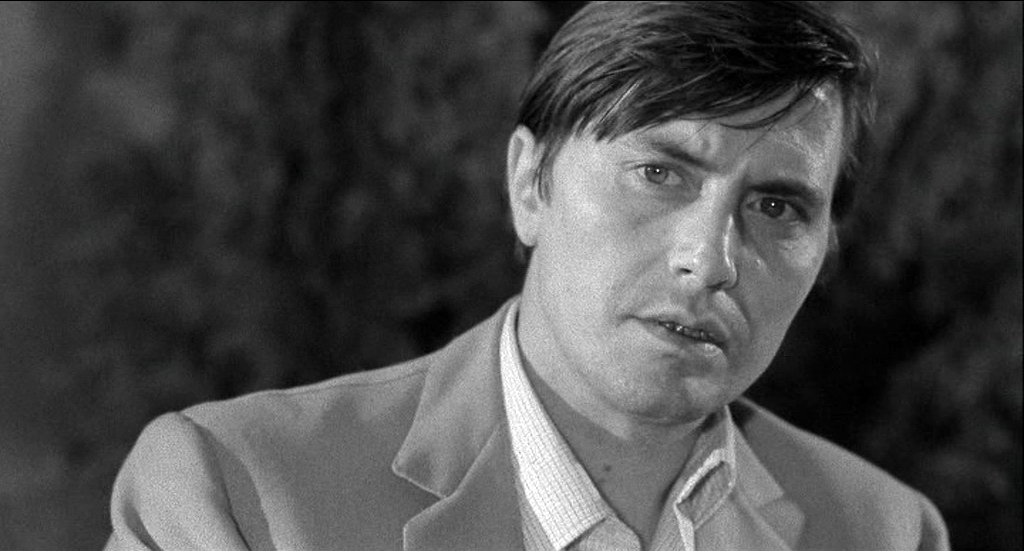
Ettore (Giulio Brogi)

## Produzione
Il film utilizza immagini di repertorio dei funerali di Togliatti, comprese quelle girate dagli stessi Taviani per un documentario.
I registi scelsero come interprete Dalla dopo averlo conosciuto sul set di una pubblicità per Carosello. Per convincere il dubbioso produttore Giuliani G. De Negri, fu sufficiente farglielo incontrare, perché anche lui ne riconoscesse l'eccezionalità.

## Critica
Per il Dizionario Mereghetti è «un film interlocutorio e fatalmente datato sull'addio alla giovinezza e sulla prima crisi delle ideologie».
Il Dizionario Morandini lo definisce un «film comportamentale, non ideologico», «la morte del padre e quella del neorealismo» e loda l'interpretazione di Dalla.

## Riferimenti ad altre opere
In una sequenza del film, il personaggio di Ermanno, interpretato da Dalla, assiste al cinema alla proiezione del film Il bandito delle ore undici (Pierrot le fou) di Jean-Luc Godard.